# Gorfion
Gorfion är en bergstopp i Österrike.   Den ligger i distriktet Bludenz och förbundslandet Vorarlberg, i den västra delen av landet, 500 km väster om huvudstaden Wien. Toppen på Gorfion är 2 308 meter över havet, eller 72 meter över den omgivande terrängen. Bredden vid basen är 0,21 km.
Terrängen runt Gorfion är huvudsakligen bergig, men den allra närmaste omgivningen är kuperad. Närmaste större samhälle är Feldkirch, 17,3 km norr om Gorfion. 
Trakten runt Gorfion består i huvudsak av gräsmarker. Runt Gorfion är det ganska glesbefolkat, med 43 invånare per kvadratkilometer.